# Sex on the beach
Sex on the beach (v překladu sex na pláži) je alkoholický koktejl. Jako mnoho populárních koktejlů má několik variant, nejznámější je zřejmě:
- 4 cl vodky
- 2 cl broskvového likéru
- dolít brusinkovým a pomerančovým džusem (další varianta třeba pomerančový džus a ananasový)

## Výroba
Do šejkru dáme do tří čtvrtin sklenice ledovou tříšť, nikdy však led (dělá vodové váčky). Přidáme vodku, broskvový likér a dolijeme džusy. Šejkrujeme a přelijeme do velké sklenice. Ozdobíme řezem ananasu, řezem pomeranče a koktejlovou třešní, vše propíchlé párátkem.